# Vela ai Giochi della XXXI Olimpiade - Nacra 17
Le gare di vela della classe Nacra 17 mista dei Giochi della XXXI Olimpiade si sono volte dal 10 al 16 agosto 2016 nella baia di Guanabara, con arrivo e partenza presso Marina da Glória.